# Araneus pictithorax
Araneus pictithorax là một loài nhện trong họ Araneidae.
Loài này thuộc chi Araneus. Araneus pictithorax được miêu tả năm 1882 bởi Hasselt.